# Jake Richardson
Jacob Matthew Richardson (Van Nuys, California, 20 de febrero de 1985) es un actor de cine y televisión estadounidense, más conocido por sus papeles en la película Honey, We Shrunk Ourselves y la serie de televisión Fudge.

## Carrera
Jake consiguió su primer papel a los diez años en la serie de televisión Fudge. También fue en la película Hangman's Curse donde interpretó al gótico Snyder Ian.

## Premios
- 1996 Premio Joven Artista: Nominación a la Mejor Actuación de un Actor Joven - Serie de comedia de TV para Fudge.

## Filmografía
| Año  | Filme                             | Papel actuado        |
| ---- | --------------------------------- | -------------------- |
| 1995 | Fudge                             | Peter Warren Hatcher |
| 1995 | Problem Child 3: Junior in Love   | Blane                |
| 1997 | Honey, We Shrunk Ourselves        | Mitch Szalinski      |
| 1998 | Richie Rich's Christmas Wish      | Reggie Van Dough     |
| 2001 | Jay and Silent Bob Strike Back    | Teen #1              |
| 2002 | The Dangerous Lives of Altar Boys | Wade Scalisi         |
| 2003 | Hangman's Curse                   | Ian Snyder           |
| 2005 | Invasion                          | Gage                 |
| 2006 | Cold Case                         | Trevor Dawson        |
| 2006 | Clerks II                         | Teen #1              |
| 2006 | Bones                             | Brian Andrews        |
| 2007 | House                             | Stevie Lipa          |
| 2007 | Boston Legal                      | Graham               |
| 2007 | Criminal Minds                    | Johnny               |
| 2007 | Journeyman                        | Dewey Boyd           |
| 2008 | In treatment                      | Ian Weston           |
| 2008 | Garden Party                      | Kevin                |
| 2008 | Saving Grace                      | Connor               |
| 2009 | Driving Lessons                   | Roy                  |

Sin acreditar: Scott Pilgrim vs. The World - Chico en el Nivel 7 del Teatro del Caos